# Gabriel Clauder
Gabriel Clauder (em Latim, Gabrielis Clauderi; Altenburg, Alemanha, 18 de outubro de 1633 – Altenburg, 9 de outubro de 1691) foi um médico alemão.
Ele propôs que a principal causa da dor de dentes era vermes que viviam dentro dos dentes.

## Vida
Ele era filho de Joseph Clauder, poeta e reitor em Altenburg, estudou medicina em Jena e Leipzig e ainda era estudante em 1658 no Erzgebirge e nas termas da Boêmia, em 1660 na Inglaterra e na Holanda e em 1661 na Itália (especialmente Pádua) viajou. Após seu retorno, obteve sua licença em Leipzig em 1661 e recebeu seu doutorado em 1662. No mesmo ano casou-se. Clauder praticava medicina em Altenburg e era o médico pessoal do eleitor da Saxônia. Ele também ficou em Altenburg durante a praga de 1682/83.
Ele publicou uma defesa da alquimia contra Athanasius Kircher (reimpressa na Bibliotheca Chemica Curiosa), não confiando na experiência pessoal, mas argumentando teoricamente com base na literatura. Ele publicou tratados médicos, por exemplo: ferimentos de bala, embalsamamento e história natural.

## Obras
- De usu hepatis et bilis, Wittenberg 1653 (versão digital)
- Disputatio de philtris, Leipzig 1661 (versão digital)
- Dissertatio de Tinctura Universalis, Altenburg 1678 (versão digital)

- Deutsche Übersetzung Nürnberg 1682 (versão digital)

- Methodus balsamandi corpora humana, Altenburg 1679 (versão digital)
- De invento cinnabarino, Jena 1683 (versão digital)